# Benjamin Lariche
Benjamin Lariche (ur. 16 czerwca 1987 roku w Narbonie) – francuski kierowca wyścigowy.

## Kariera
Lariche rozpoczął karierę w wyścigach samochodowych w 2006 roku od startów w Francuskiej Formule Renault Campus, gdzie raz stanął na podium. Z dorobkiem 43 punktów uplasował się tam na dziesiątej pozycji w klasyfikacji generalnej. W późniejszych latach pojawiał się także w stawce Francuskiej Formuły Renault, Portugalskiej Formuły Renault Junior, Europejskiego Pucharu Formuły Renault 2.0, Zachodnioeuropejskiego Pucharu Formuły Renault 2.0, Formuły 2, FIA GT1 World Championship, Francuskiego Pucharu Porsche Carrera oraz Blancpain Endurance Series.
W Mistrzostwach Formuły 2 startował w latach 2010-2011. Uzbierane odpowiednio 33 i 15 punktów dało mu odpowiednio czternastą i szesnastą pozycję w końcowej klasyfikacji kierowców.

## Statystyki
| Sezon | Seria                                          | Zespół               | Wyścigi | Zwycięstwa | PP | NO | Podium | Punkty | Pozycja |
| ----- | ---------------------------------------------- | -------------------- | ------- | ---------- | -- | -- | ------ | ------ | ------- |
| 2006  | Francuska Formuła Renault Campus               | La Filiere FFSA      | 13      | 0          | 0  | 0  | 1      | 43     | 10      |
| 2007  | Francuska Formuła Renault                      | Graff Racing         | 13      | 0          | 0  | 0  | 0      | 1      | 19      |
| 2008  | Zachodnioeuropejski Puchar Formuły Renault 2.0 | Pole Services        | 15      | 1          | 0  | 0  | 1      | 18     | 10      |
| 2008  | Europejski Puchar Formuły Renault 2.0          | Pole Services        | 2       | 0          | 0  | 0  | 0      | 0      | 44      |
| 2008  | Portugalska Formuła Renault 2.0 Junior         | Pole Services        | 1       | 1          | 1  | 1  | 1      | 17     | 12      |
| 2009  | Zachodnioeuropejski Puchar Formuły Renault 2.0 | Pole Services        | 14      | 0          | 0  | 0  | 0      | 35     | 10      |
| 2009  | Europejski Puchar Formuły Renault 2.0          | Pole Services        | 6       | 0          | 0  | 0  | 0      | 0      | 35      |
| 2010  | Formuła 2                                      | MotorSport Vision    | 18      | 0          | 0  | 0  | 0      | 33     | 14      |
| 2011  | Formuła 2                                      | MotorSport Vision    | 16      | 0          | 0  | 0  | 0      | 15     | 16      |
| 2012  | FIA GT1 World Championship                     | Exim Bank Team China | 13      | 0          | 0  | 0  | 0      | 2      | 21      |
| 2012  | FIA GT1 World Championship                     | Sunred               | 13      | 0          | 0  | 0  | 0      | 2      | 21      |
| 2013  | Francuski Puchar Porsche Carrera               | Racing Technology    | 12      | 0          | 0  | 0  | 0      | 47     | 14      |
| 2014  | Blancpain Endurance Series - Pro-Am Cup        | TDS Racing           | 5       | 0          | 0  | 0  | 0      | 25     | 12      |